# (6350) Schlüter
6350 Schluter (3526 P-L) – planetoida z pasa głównego asteroid okrążająca Słońce w ciągu 5,49 lat w średniej odległości 3,11 j.a. Odkryta 17 października 1960 roku.